# Sefer Muratowicz
Sefer Muratowicz – ormiański kupiec, polski dyplomata na Bliskim Wschodzie, sekretarz Jego Królewskiej Mości, urzędnik kancelarii królewskiej, sprawnik królewski, naczelnik wszystkich Ormian w Polsce do 1652 roku.

## Życiorys
Pochodził z Karahisar w Iranie. Od 1596 roku handlował we Lwowie z tamtejszymi Ormianami i towarzyszył poselstwom osmańskim do Polski. W latach 1601−1602 jako wysłannik dyplomatyczny króla Zygmunta III Wazy na dworze szacha Abbasa I omawiał plany koalicji antytureckiej. W czasie pobytu w Iranie zamówił i nadzorował wykonanie namiotu, szabel, dywanów i tkanin do ozdobienia warszawskiej rezydencji królewskiej.
Po powrocie do Polski otrzymał w uznaniu zasług przywilej na import towarów orientalnych, immunitet sądowy oraz tytuł królewskiego dostawcy i sługi. W następnych latach osiadł w Zamościu, a potem Kamieńcu Podolskim.
Po 1613 roku wzmiankowany jako szlachcic pod imieniem Seweryn. Ostatnia wzmianka o Muratowiczu pochodzi z roku 1631.